# Никифоров, Владимир Иванович
Владимир Иванович Никифоров (1924—1982) — капитан 3-го ранга Военно-морского флота СССР, партизан Великой Отечественной войны, Герой Советского Союза (1944).

## Биография
Владимир Никифоров родился 17 ноября 1924 года в деревне Большое Орехово (ныне — Старорусский район Новгородской области). Окончил среднюю школу. В июле 1941 года ушёл в партизаны. Начинал воевать пулемётчиком, позднее стал подрывником, начальником штаба, командиром 2-го отряда 1-й Ленинградской партизанской бригады.
За время своего действия на оккупированной территории отряд Никифорова освободил из немецкого плена 350 граждан СССР. Никифоров лично участвовал в 92 боевых операциях, уничтожил 260 солдат и офицеров противника, ещё 63 взял в плен, пустил под откос 7 эшелонов противника, подорвал 3 железнодорожных моста и около 2000 метров железнодорожного полотна.
Указом Президиума Верховного Совета СССР от 2 апреля 1944 года за «образцовое выполнение боевых заданий командования на фронте борьбы с немецкими захватчиками и проявленные при этом мужество и героизм» Владимир Никифоров был удостоен высокого звания Героя Советского Союза с вручением ордена Ленина и медали «Золотая Звезда» за номером 3406.
После окончания войны Никифоров поступил на учёбу в Высшее военно-морское пограничное училище, которое окончил в 1948 году. В 1956 году в звании капитана 3-го ранга он был уволен в запас. Проживал в Ленинграде. Умер 17 октября 1982 года, похоронен на Серафимовском кладбище (2 уч.) Санкт-Петербурга.
Был награждён двумя орденами Ленина, орденами Красного Знамени и Отечественной войны 2-й степени, двумя орденами Красной Звезды, рядом медалей.
Бюст Героя Советского Союза В. Никифорова установлен на Аллее Героев в Парке Победы в городе Старая Русса.